# Daisuke Inazumi
Daisuke Inazumi (japanisch 稲積 大介 Inazumi Daisuke; * 8. Mai 1997 in der Präfektur Hyōgo) ist ein japanischer Fußballspieler.

## Karriere
Inazumi erlernte das Fußballspielen in der Schulmannschaft der Takigawa Daini High School und der Universitätsmannschaft der Nippon Sport Science University. Seinen ersten Vertrag unterschrieb er 2020 bei Fujieda MYFC. Der Verein aus Fujieda spielte in der dritthöchsten Liga des Landes, der J3 League. Für Fujieda absolvierte er 32 Drittligaspiele. Im Januar 2022 wechselte er in die vierte Liga, wo er einen Einjahresvertrag beim Kōchi United SC unterschrieb. Für den Verein aus Kōchi bestritt er 26 Viertligaspiele. Im Januar 2023 nahm ihn der Drittligist Vanraure Hachinohe unter Vertrag.